# 웰링턴 빅토리아 대학교 AFC
웰링턴 빅토리아 대학교 AFC(Victoria University of Wellington Association Football Club)는 뉴질랜드 웰링턴을 연고로 하는 아마추어 축구단이다. 구단은 웰링턴 빅토리아 대학교 캠퍼스 건너편에 있다. 구단은 뉴질랜드 풋볼과 제휴한 캐피털 풋볼에 소속되어 있으며 여자 1군 팀은 W-리그 대회에 출전하고 남자 1군 팀은 캐피털 1에 출전한다. 또한 이 구단은 웰링턴 빅토리아 대학교와 긴밀한 관계를 맺고 있지만 구단 선수들은 대학의 과거 또는 현재 학생으로 제한되지 않는다.

## 역사
1943년에 설립되었으며 뉴질랜드에서 세 번째로 오래된 대학 축구단이다. 현재 19팀(여자 4팀, 남자 15팀)과 300명 이상의 등록 회원을 보유하고 있다. 과거 대표적인 선수로는 뉴질랜드 축구 국가대표팀 선수였던 앨런 프레스턴과 뉴질랜드 최초의 교육 박사 학위를 받은 브라이언 서튼-스미스가 있다.구단의 전성기는 1950년대 캐피털 풋볼 최상위 리그에서 뛰고 채텀 컵에서 준결승에 진출한 때였다. 그 이후로 구단은 주로 캐피털 프리미어 및 캐피털 1에서 뛰었다. 구단은 1979년 채텀 컵, 1988년 채텀 컵, 1994년 채텀 컵, 2014년 채텀 컵 을 포함하여 여러 차례 채텀 컵 4라운드에 진출했다.

## 대회 기록
- 센트럴 리그 디비전 2: 1998년 우승, 1992년 3위
- Capital Premier* (Venus Shield): 준우승 1956, 1973, 3차 1979
- 캐피탈 원(파워 컵): 1950년, 1952년, 1965년, 2001년, 2018년 준우승 1988년, 1992년, 2012년, 1999년, 2006년 3위
- 수도 2: 1998년 우승, 2010년, 2011년, 2012년 준우승
- 힐튼 페톤 컵 우승: 1990, 1992
- 여자 프리미어 디비전: 우승 2020 준우승 1995, 1996, 2012, 2018 3차 2005, 2013
- 여자 2부 리그: 우승 1981 여자
- 프리미어 컵: 2010, 2011 우승